# Rebecca Zadig
Emma Rebecca Zadig, född den 27 juli 1982 i Limhamn i Malmöhus län, är en svensk sångerska och låtskrivare som främst är känd för sina samarbeten med Arash. Zadig har även släppt egna projekt som när hon 2006 via skivbolaget WEA Records (ett dotterbolag till Warner Music Group) släppte singeln "Goodbye", en nytolkning av den populära sången "Do Panjereh" av den iranska sångerskan Googoosh skapad år 1973.
Zadig är bosatt i Malmö. Hon arbetade år 2010 med mode och underkläder.

## Diskografi

### Singlar
- 2004 – Bombay Dreams (med Aneela, via Universal Music Group)[4]
- 2005 – Temptation (med Arash, via WEA Records)[4]
- 2006 – Goodbye (via WEA Records)[2]
- 2006 – Mitarsam (med Arash, via WEA Records)[5]
- 2008 – Suddenly (med Arash, via WEA Records) [4]